# Sheldon Pollock

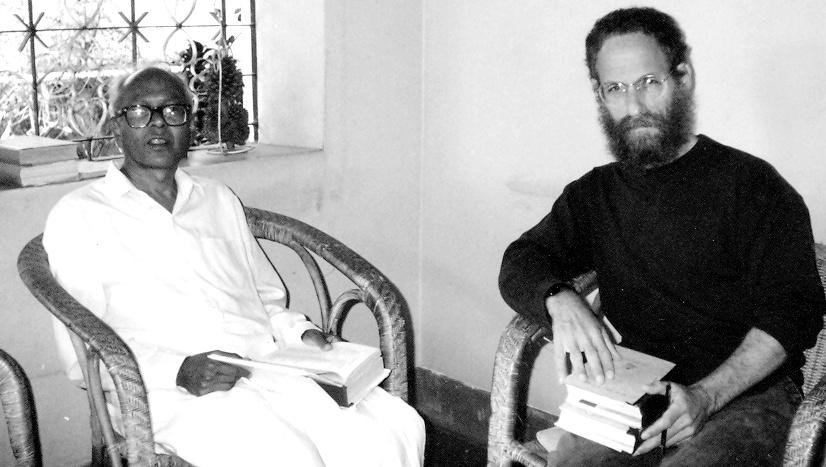
T. V. Venkatachala Sastry y Sheldon Pollock

Sheldon I. Pollock es un estudioso del sánscrito, de la historia intelectual y literaria de India, y de la historia intelectual comparada. Actualmente es profesor de Estudios Sudasiáticos en el Departamento del Medio Este, Sur Asiático y de Estudios Africanos en la Universidad de Columbia. Ha sido editor general de la Clay Sanskrit Library y es el editor fundador de Murty Classical Library of India.

## Educación
Sheldon Pollock fue educado en la Universidad de Harvard. Acabó su licenciatura en Griego Clásico en 1971 y realizó un máster en 1973. Posteriormente se doctoró en 1971 en Sánscrito y Estudios Indios.

## Trabajo
Antes de comenzar su trabajo actual en la Universidad de Columbia, Pollock fue profesor en la Universidad de Iowa y en la Universidad de Chicago.
Dirigió el proyecto Sanskrit Knowledge Systems on the Eve of Colonialism, en el que varios alumnos (Pollock, Yigal Bronner, Lawrence McCrea, Christopher Minkowski, Karin Preisendanz, y Dominik Wujastyk) examinaron el conocimiento producido en el sánscrito antes del colonialismo.
Fue editor general de la Biblioteca de sánscrito y es fundador general de la Biblioteca Clásica Murty de India.
La investigación de Pollock se centra en la historia e interpretación de los textos sánscritos. Terminó su disertación Aspectos de Versification en Poesía Lírica Sánscrita en la Universidad de Harvard por debajo de Daniel H. H. Ingalls. Muchos de sus trabajos, incluido su libroLa Lengua de los Dioses en el Mundo de los Hombres', se dirigen a entender las distintas funciones que el sánscrito ha jugado en la vida cultural e intelectual a lo largo de la historia.

## Publicaciones exclusivas
Sus publicaciones se agrupan alrededor del Rāmāyaṇa, la tradición filosófica de Mīmāṃsā y, recientemente, la teoría de rasa (emoción estética). Pollock dirigió el proyecto Culturas Literarias en la Historia, que culminó en un libro del mismo título.

## Premios
Pollock recibió el Premio a la Distinción de Andrew W. Mellon y el Padma Shri del Gobierno de India en 2010.